# سیل ۲۰۱۷ گجرات هند
سیل ۲۰۱۷ گجرات هند بعد از باران سنگین در ژوئیه ۲۰۱۷ به وقوع پیوست. گزارش شده‌است که سیل‌ها در ایالت گجرات هند از ابتدای ژوئن موجب مرگ ۲۲۴ تن گردیده‌است. ۱۶ نفر هم در ۳۱ ژوئیه در ایالت همسایه راجستان جان خود را از دست دادند.

## پیشینه
بادهای موسمی اقیانوس هند در گجرات معمولاً در اواسط ژوئن شروع می‌شود. در سال ۲۰۱۷ افت فشار هوا در دریای عرب و خلیج بنگال باعث بارش شدید باران شد. باران آرام در ۱۴ ژوئیه در ایالت شروع شد، و باران شدید از ۲۱ تا ۲۵ ژوئیه باریدن گرفت.

## سیل
طبق داده‌های اداره هواشناسی هند بین اول تا ۲۸ ژوئیه در گجرات ۴/۵۵۹ میلی‌متر باران بارید که با مقایسه میانگین ۶/۳۳۹ میلی‌متر دوره‌های قبل ۶۵ در صد اضافه نشان می‌دهد. در نواحی شمالی گجرات در یک شبانه روز در ۲۴ ژوئیه ۲۰۰ میلی‌متر باران آمد.

## تلفات و خسارات
از ابتدای ژوئن سیل‌ها در ایالت گجرات باعث مرگ ۲۲۴ تن گردید و در ۳۱ ژوئیه نیز ۱۶ نفر در ایالت همسایه راجستان جان خود را از دست دادند.
علاوه بر تلفات انسانی، برق ۷۵۳ روستا قطع شد، ۴۰۰۰ رأس دام از بین رفت. بیش از۳۷۰ جاده از جمله ۶ بزرگراه کشوری و ۱۳۵ بزرگراه استانی و ۶۷۴ جاده معمولی را سیل فرا گرفت و برای عبور و مرور مسدود شد. از ۲۰ قطار بین بمبئی دهلی ۱۱ قطار برنامه خود را به دلیل آسیب دیدگی ریل‌ها لغو کردند و ۹۱۵ اتوبوس مسافرتی برنامه خود را کنسل کردند. ۲۵ درصد کشت پائیزه ایالت گجرات از بین رفت.

## عملیات امدادی و نجات
بیش از ۱۱۳۰۰۰ نفر از محل تخلیه و به محل امن منتقل شدند و بیش از ۱۷۰۰۰ نفر به وسیلهٔ ارتش هند نجات یافتند. نیروی هوایی هند، نیروی امنیتی مرزی(BSF)، نیروی پاسخ فاجعه ملی(NDRF)و نیروی فاجعه استانی(SDRF)در این عملیات نجات شرکت داشتند. ۱۰ هلی‌کوپتر نیروی هوایی، ۵ ستون ارتش، ۱۸ تیم BSF، ۳۲ تیم NDRF، ۱۱ تیم SDRF و بعلاوه تیمهای محلی برای عملیات نجات و کمک به کار گرفته شدند. بیش از ۲۰۰۰۰۰۰ بسته‌های غذایی در مناطق آسیب دیده در شمال گجرات توزیع شد. در ایالت راجستان ۱۲۰۰۰ نفر به مکان امن منتقل شدند و حداقل ۱۰۰ نفر نجات یافتند. ۹۰ چادر امدادی برای مردم آسیب دیده نصب شد. برق ۷۰۰ روستا تأمین شد. بیش از ۱۵۰۰ نفر از کارکنان امور بهداشتی برای جلوگیری از شیوع بیماری بکار گرفته شدند. بیش از۱۰۴۰۰ لاشه از بین برده شد. در حدود ۵۷۰۰ مترمکعب آب از سد دانتیوادا در غرب رودخانه باناس تخلیه شد. از سد دارویی نیز ۳۷۰۰ متر مکعب آب تخلیه شد تا از سرریز شدن آب به بیرون سد و منطقه تردد جلوگیری شود. دولت هند اهدای یک بسته ۵ میلیارد روپیه کمک موقت را اعلام کرد. همچنین اعلام کرد به بازماندگان قربانیان ۲۰۰ هزار روپیه و به کسانی که از جریان سیل به‌شدت آسیب دیدهاند ۵۰ هزار روپیه اختصاص داده شد.